# Борка Павичевич
Борка Павичевич (на сръбски: Борка Павићевић; р. 1947 г. в Котор, Югославия – 2019. г. в Белград, Сърбия) е сръбски драматург, журналист и културен активист. Описвана е също като „драматург, белградски либерален и пацифистки настроен интелектуалец“. Павичевич основава Центъра за културна деконтаминация през 1994 г. и е съосновател на Белградския кръг.

## Биография
Борка Павичевич е родена през 1947 г. в Котор (тогава Югославия, днес в Черна гора). Завършва през 1971 г. Белградската академия за театър, кино, радио и телевизия. Театралната ѝ кариера обхваща десетилетия. В продължение на десет години Павичевич е драматург в Atelje 212. През 1981 г. основава Нов чувствителен театър в белградска пивоварна. От 1984 до 1991 г. участва в художественото движение KPGT (Kazalište, Pozorište, Gledališće, Teatar). Тя е драматург и художествен ръководител на Белградския драматичен театър до 1993 г., когато е принудена да напусне заради политическите си възгледи. Тя също така е юрист за Белградския международен театрален фестивал, работейки за организацията в продължение на 20 години. Съосновател на Белградския кръг, тя редовно пише в пресата като журналист.
Павичевич основава Център за културна деконтаминация през 1994 г. Центърът организира повече от 5000 събития, изложби, протести и лекции. Тя е една от подписалите Декларацията на Движението за гражданска съпротива през 2012 г. и е съавтор на книгата Белград, мой Белград. Павичевич е носител на много награди, включително наградата Ото Рене Кастило за политически театър (2000); наградата на фондация „Хирошима“ за мир и култура (2004 г.); Osvajanje slobode на фондация „Мая Маршичевич Тасич“ (2005); наградата „Пътища“ на Европейската културна фондация (2009/2010); и носител на Ордена на Почетния легион (2001) на правителството на Република Франция.
Женена за адвоката по правата на човека Никола Барович. Живее в Белград.